# 통나무좀과
통나무좀과(Lymexylidae)는 머리대장하목에 속하는 딱정벌레과의 하나이다. 나무에 구멍을 뚫는 딱정벌레로 통나무좀상과(Lymexyloidea)의 유일한 과이다.
길이는 7 ~ 18 mm정도이다. 유충은 살아있거나 썩은 나무에 구멍을 뚫고, 그 굴 속에서 균류를 먹으며 산다. 일부 종은 살아 있는 나무를 죽이거나, 건물이나 선박과 같은 구축물의 목재를 상하게 하는 해충이다.
아래 종을 포함하여 7개 속에 37종이 존재한다.
- 통나무좀 (Hylecoetus cossis) Lewis
- 가문비통나무좀 (Hylecoetus flabellicornis) (Schneider)
- Melittomma sericeum
- Lymexylon navale

## 분류
- 통나무좀상과 (Lymexyloidea)
  - 통나무좀과 (Lymexylidae)
    - Atractocerinae
      - Arractocetus
      - Atractocerus
      - Fusicornis
      - Hymaloxylon
      - Raractocetus
      - Urtea

    - Hylecoetinae
      - 통나무좀속 (Hylecoetus) (= Elateroides)

    - Lymexylinae
      - Lymexylon

    - Melittommatinae
      - Australymexylon
      - Melittomma
      - Melittommopsis
      - Promelittomma